# Jimmy Butler (basketballer)
Jimmy Butler III (Houston, 14 september 1989) is een Amerikaans basketballer die speelt als small-forward voor de Golden State Warriors.

## Carrière
Hij speelde collegebasketbal voor Tyler Junior College en Marquette Golden Eagles tussen 2007 en 2011. In 2011 begon hij zijn NBA loopbaan bij de Chicago Bulls nadat hij als 30e werd geselecteerd in de NBA draft. Hij speelde in de zomer voor de Bulls in de NBA Summer League. In het reguliere seizoen speelde hij maar 42 wedstrijden omdat hij seizoen verkort was door een lock-out. Hij speelde zes seizoenen bij de Bulls voordat hij geruild naar de Minnesota Timberwolves samen met Justin Patton voor Kris Dunn, Zach LaVine en Lauri Markkanen.
Bij de Timberwolves speelde hij een seizoen en na tien wedstrijden in het tweede seizoen werd hij geruild naar de Philadelphia 76ers samen met Justin Patton voor Jerryd Bayless, Robert Covington, Dario Šarić en een draftpick. Hij maakte de rest van het seizoen uit in Philadelphia en haalde de play-offs. Na het seizoen werd hij betrokken in een ruil met de Miami Heat, Los Angeles Clippers en Portland Trail Blazers waar hij naar Miami trok. Andere spelers die betrokken waren bij deze deal waren Josh Richardson, Hassan Whiteside, Mathias Lessort, Maurice Harkless en Meyers Leonard. Hij tekende in 2021 een contract verlenging bij Miami.
In februari 2025 werd hij geruild naar de Golden State Warriors in een ruil waarbij ook de Utah Jazz en de Detroit Pistons betrokken waren. Andere spelers in deze ruil waren Andrew Wiggins, Kyle Anderson, P.J. Tucker, Dennis Schröder, Lindy Waters III en Josh Richardson.
Hij werd vier jaar op rij geselecteerd voor de NBA All-Star Game. In 2015 kreeg de Amerikaan de NBA Most Improved Player Award. Met het Amerikaanse team won Butler olympisch goud tijdens de Olympische Zomerspelen 2016 in het Braziliaanse Rio de Janeiro.

## Erelijst
- NBA All-Star: 2015, 2016, 2017, 2018, 2020, 2022
- All-NBA Second Team; 2023
- All-NBA Third Team: 2017, 2018, 2020, 2021
- NBA All-Defensive Second Team: 2014, 2015, 2016, 2018, 2021
- NBA Most Improved Player: 2015
- Olympische Spelen: 2016

## Statistieken

### Reguliere Seizoen
| Seizoen  | Team                   | WG  | WS  | MPW  | 2P%  | 3P%  | FW%  | RPW | APW | SPW | BPW | PPW  |
| -------- | ---------------------- | --- | --- | ---- | ---- | ---- | ---- | --- | --- | --- | --- | ---- |
| 2011/12  | Chicago Bulls          | 42  | 0   | 8,5  | 40,5 | 18,2 | 76,8 | 1,3 | 0,3 | 0,3 | 0,1 | 2,6  |
| 2012/13  | Chicago Bulls          | 82  | 20  | 26,0 | 46,7 | 38,1 | 80,3 | 4,0 | 1,4 | 1,0 | 0,4 | 8,6  |
| 2013/14  | Chicago Bulls          | 67  | 67  | 38,7 | 39,7 | 28,3 | 76,9 | 4,9 | 2,6 | 1,9 | 0,5 | 13,1 |
| 2014/15  | Chicago Bulls          | 65  | 65  | 38,7 | 46,2 | 37,8 | 83,4 | 5,8 | 3,3 | 1,8 | 0,6 | 20,0 |
| 2015/16  | Chicago Bulls          | 67  | 67  | 36,9 | 45,4 | 31,2 | 83,2 | 5,3 | 4,8 | 1,6 | 0,6 | 20,9 |
| 2016/17  | Chicago Bulls          | 76  | 75  | 37,0 | 45,5 | 36,7 | 86,5 | 6,2 | 5,5 | 1,9 | 0,4 | 23,9 |
| 2017/18  | Minnesota Timberwolves | 59  | 59  | 36,7 | 47,4 | 35,0 | 85,4 | 5,3 | 4,9 | 2,0 | 0,4 | 22,2 |
| 2018/19  | Minnesota Timberwolves | 10  | 10  | 36,1 | 47,1 | 37,8 | 78,7 | 5,2 | 4,3 | 2,4 | 1,0 | 21,3 |
| 2018/19  | Philadelphia 76ers     | 55  | 55  | 33,2 | 46,1 | 33,8 | 86,8 | 5,3 | 4,0 | 1,8 | 0,5 | 18,2 |
| 2019/20  | Miami Heat             | 58  | 58  | 33,8 | 45,5 | 24,4 | 83,4 | 6,7 | 6,0 | 1,8 | 0,6 | 19,9 |
| 2020/21  | Miami Heat             | 52  | 52  | 33,6 | 49,7 | 24,5 | 86,3 | 6,9 | 7,1 | 2,1 | 0,3 | 21,5 |
| 2021/22  | Miami Heat             | 57  | 57  | 33,9 | 48,0 | 23,3 | 87,0 | 5,9 | 5,5 | 1,6 | 0,5 | 21,4 |
| Carrière | Carrière               | 690 | 585 | 33,1 | 46,0 | 32,1 | 84,1 | 5,3 | 4,1 | 1,6 | 0,5 | 17,7 |
| All-Star | All-Star               | 4   | 1   | 12,8 | 75,0 | 0,0  | –    | 1,8 | 1,5 | 1,8 | 0,0 | 4,5  |

### Play-offs
| Seizoen  | Team                   | WG | WS | MPW  | 2P%  | 3P%  | FW%  | RPW | APW | SPW | BPW | PPW  |
| -------- | ---------------------- | -- | -- | ---- | ---- | ---- | ---- | --- | --- | --- | --- | ---- |
| 2011/12  | Chicago Bulls          | 3  | 0  | 1,3  | —    | —    | —    | 0,0 | 0,0 | 0,0 | 0,0 | 0,0  |
| 2012/13  | Chicago Bulls          | 12 | 12 | 40,8 | 43,5 | 40,5 | 81,8 | 5,2 | 2,7 | 1,3 | 0,5 | 13,3 |
| 2013/14  | Chicago Bulls          | 5  | 5  | 43,6 | 38,6 | 30,0 | 78,3 | 5,2 | 2,2 | 1,4 | 0,0 | 13,6 |
| 2014/15  | Chicago Bulls          | 12 | 12 | 42,2 | 44,1 | 38,9 | 81,9 | 5,6 | 3,2 | 2,4 | 0,8 | 22,9 |
| 2016/17  | Chicago Bulls          | 6  | 6  | 39,8 | 42,6 | 26,1 | 80,9 | 7,3 | 4,3 | 1,7 | 0,8 | 22,7 |
| 2017/18  | Minnesota Timberwolves | 5  | 5  | 34,0 | 44,4 | 47,1 | 83,3 | 6,0 | 4,0 | 0,8 | 0,2 | 15,8 |
| 2018/19  | Philadelphia 76ers     | 12 | 12 | 35,1 | 45,1 | 26,7 | 87,5 | 6,1 | 5,2 | 1,4 | 0,6 | 19,4 |
| 2019/20  | Miami Heat             | 21 | 21 | 38,4 | 48,8 | 34,9 | 85,9 | 6,5 | 6,0 | 2,0 | 0,7 | 22,2 |
| 2020/21  | Miami Heat             | 4  | 4  | 38,5 | 29,7 | 26,7 | 72,7 | 7,5 | 7,0 | 1,3 | 0,3 | 14,5 |
| 2021/22  | Miami Heat             | 17 | 17 | 37,0 | 50,6 | 33,8 | 84,1 | 7,4 | 4,6 | 2,1 | 0,6 | 27,4 |
| Carrière | Carrière               | 97 | 94 | 37,5 | 45,7 | 34,4 | 83,7 | 6,1 | 4,4 | 1,7 | 0,6 | 20,0 |

4 Jimmy Butler · 
5 Kevin Durant · 
6 DeAndre Jordan · 
7 Kyle Lowry · 
8 Harrison Barnes · 
9 DeMar DeRozan · 
10 Kyrie Irving · 
11 Klay Thompson · 
12 DeMarcus Cousins · 
13 Paul George · 
14 Draymond Green · 
15 Carmelo Anthony · 
Coach Mike Krzyzewski